# Trochanteriidae
Trochanteriidae zijn een familie van spinnen. De familie telt 19 beschreven geslachten en 152 soorten.

## Geslachten
- Doliomalus Simon, 1897
- Hemicloea Thorell, 1870
- Plator Simon, 1880
- Platyoides O. Pickard-Cambridge, 1891
- Trochanteria Karsch, 1878
- Vectius Simon, 1897

## Taxonomie
Voor een overzicht van de geslachten en soorten behorende tot de familie zie de lijst van Trochanteriidae.